# Мирзабеков, Азиз Абдулмирович
Ази́з Абдулми́рович Мирзабе́ков (род. 10 ноября 1959, Ашага-Легер, Кусарский район) — лезгинский поэт, переводчик, литературовед. Автор тридцати двух книг. Член Союза журналистов и Союза писателей России. Кандидат филологических наук, заслуженный учитель Республики Дагестан.

## Биография
Родился 10 ноября 1959 года в селении Нижний Легер Кусарского района Азербайджанской ССР. В 1977 году окончил Нижне-Легерскую среднюю школу.
В 1978 году был призван на службу в Советскую Армию. Служил в городе Ангарск Иркутской области.
В 1983 году поступил на филологический факультет Дагестанского государственного университета.
С 1988 года по 1993 год работал учителем лезгинского языка и литературы в Нижне-Легерской средней школе Азербайджана.
В 1991 году был избран депутатом Кусарского районного Совета народных депутатов Азербайджанской Республики.
С августа 1993 года переехал в Дагестан, в город Дербент, где продолжал педагогическую деятельность: с октября 1998 года — старшим преподавателем, с января 2004 года — деканом педагогического факультета, с июля 2009 года до июля 2010 года — ректором института «Юждаг».
С 1997 года Азиз Мирзабеков является членом Союза журналистов России, а с 2001 года — членом Союза писателей России.
В декабре 2005 года за заслуги в области образования и многолетний добросовестный труд Указом Госсовета РД ему присвоено почётное звание «Заслуженный учитель РД». Является также лауреатом национальной премии «Шарвили» (2014).
В 2012 году успешно защитил диссертацию на тему «„Асари-Дагестан“ Гасана Алкадари как образец художественно-исторической прозы» на соискания ученой степени кандидата филологических наук.
В настоящее время живёт в Дербенте, работает в Государственном лезгинском музыкально-драматическом театре им. С. Стальского.

## Творчество
Со школьных лет занимается литературной деятельностью. С осени 1980 года активно участвовал в литературном объединении «Сердечное слово» в г. Кусары, руководителем которого в то время был известный лезгинский поэт Лезги Нямет. С того же года публикуется. Впервые его стихи увидели свет на страницах районной газеты «Кызыл Кусар». Первая книга стихов вышла в 1993 году.
В 1989 году участвовал в работе XV республиканского совещания молодых литераторов (г. Махачкала).
Наряду с оригинальным литературным творчеством, А. Мирзабеков одновременно занимается и переводческой деятельностью. Им переведены и изданы на лезгинском языке стихи таких классиков мировой и русской литературы, как Рудаки, Омар Хайям, Насир Хосров, Убейд Закани, Джаладдин Руми, Саади Ширази, Хафиз Ширази, Намык Кемаль, Назым Хикмет, Шота Руставели, Акакий Церетели, Саят-Нова, Паруйр Севак, Иоганн Гёте, Генрих Гейне, Уильям Шекспир, Роберт Бернс, Уильям Блейк, Джордж Байрон, Уолт Уитмен, Редьярд Киплинг, Пабло Неруда, Сюлли-Прюдом, Луи Арагон, Тарас Шевченко, Александр Пушкин, Михаил Лермонтов, Сергей Есенин и другие
А. Мирзабеков занимается и публицистикой. В 1991—1996 годах, в свободное от основной работы время, он издавал на лезгинском и русском языках независимую литературную газету «Сердечное слово», которая распространялась в лезгинских районах Дагестана и Азербайджана. В дальнейшем он продолжил публицистическую деятельность на страницах газет «Дербентские новости», «Факт», «Лезги газет», «Лезгинские известия», «Дагестанская правда» и других. В 1992 году А. Мирзабеков наряду с «Сердечным словом», также редактировал общественно-политическую газету «Лезгияр», учредителем которой был Лезгинский Национальный Совет.
Со студенческих лет занимается научной работой. Его научные труды опубликованы на страницах альманаха «Дуствал» («Дружба»), в журналах «Литературный Дагестан», «Самур», «Возрождение», «Дагестан», в сборниках научных трудов института «Юждаг» и в других печатных органах. Он пласт за пластом поднимает незаслуженно забытые имена представителей лезгинской литературы, культуры, освещает проблемы современной лезгинской поэзии. Переводит с языка оригинала на родной язык лезгинских поэтов XIV—XX веков, писавших на тюркском языке, тем самым, обогащая и углубляя классические традиции родной литературы.
А. Мирзабеков также занимается литературной и театральной критикой. Ему принадлежат многочисленные работы и в этих областях культуры. На стихи А. Мирзабекова написаны около ста песен композиторами Ф. Рагимхановым, Ф. Кардашевым, А. Хаировой, Н. Шахмурадовым, К. Ибрагимовым, М. Абдулмуталибовой, А. Габибовым и другими.
О поэзии, научной, публицистической и переводческой деятельности А. Мирзабекова вышло две книги: 1) «Поэт по судьбе и призванию» (сборник статей). Составитель — С. С. Джалилова. — Дербент, 2009; 2) «С дыханьем времени в груди» (сборник статей). Составитель С. А. Бедирханов. — Касумкент, 2019.
Изданы поэтические, переводческие и научно-критические сборники А. Мирзабекова на лезгинском и русском языках:
- «Новый Чапаев» (сатирические стихи, 1993)[2];
- «Поэтическое творчество Гасана Алкадари» (1995);
- «Поэт театра» (о режиссёре Б. Айдаеве, 1997);
- «Из сокровищницы русской поэзии» (переводы из русской поэзии на лезг. яз.,1999);
- «Венок жемчужин» (переводы из мировой поэзии на лезг. яз., 1999);
- «Волшебник сцены» (о режиссёре М.-Г. Рамазанове, 2001);
- «Из сокровищницы лезгинской литературы» (2004);
- «Песня ветра» (стихи, 2005);
- «Встречи в „Юждаге“» (2006);
- «Село Нижний Легер» (2007);
- «Нижний Легер — памятник столетий» (2007);
- «Пока ещё рано!..» (стихи, 2007);
- «Грани духа: литература, культура, история» (2009);
- «В иное время» (стихи, 2010);
- «Искусный актёр и режиссёр» (о народном артисте РД М. Мирзабекове, 2010);
- «Актер, обладающий духом Гамлета» (о заслуженном артисте РФ А. Максудове, 2011);
- «Мастер сцены» (о заслуженном артисте РФ А. Габибове, 2011);
- «Незабываемые образы» (о заслуженной артистке РД. Б. Ибрагимовой, 2011);
- «Жизнь, посвященная сцену» (о народной артистке РД Д. Рагимовой, 2011);
- «Феномен режиссёра» (о заслуженном артисте РФ Б. Айдаеве, 2013);
- Сокровищница жемчужин (переводы из мировой поэзии, 2013);
- «Галерея образов великого мастера» (о народном артисте РФ М. Кухмазове, 2014);
- «Искатель и исследователь духовных сокровищ» (о профессоре Г. Гашарове, 2014);
- «Полвека на сцене» (о народной артистке РФ Ш. Кухмазовой, 2015);
- «Дорога длиною больше века» (очерки о Лезгинском театре, часть І, 2015);
- «Лезгинский театр в исследованиях Гулизар Султановой» (2018);
- «Вдвойне счастливый человек» (о народном поэте РД М. Бабаханове, 2018);
- «Великий поэт и просветитель» (о Гасане Алкадари, 2019);
- «Низами Гянджеви. Вечный сад. Избранные произведения» (2019);
- «Дорога длиною больше века» (очерки о Лезгинском театре, том II, части II и III, 2020);
- «Песни синего камня» (мир поэзии Майрудина Бабаханова, 2020);
- «Высь поэта» (жизнь и творчество Арбена Кардаша, 2021).